# San Martino Sopr’Arno
San Martino Sopr’Arno ist ein Ortsteil (Fraktion, italienisch frazione) der italienischen Gemeinde Capolona in der Provinz Arezzo in der Toskana.

## Geografie
Der Ort liegt etwa 2 km südwestlich des Hauptortes Capolona, etwa 10 km nordwestlich der Provinzhauptstadt Arezzo und etwa 50 km südöstlich der Regionalhauptstadt Florenz auf einer Anhöhe am rechten Ufer des Arno. Der Ort liegt am südlichen Rand des Casentino an einem südöstlichen Ausläufer des Pratomagno bei 304 m s.l.m. und hatte 2001 173 Einwohner. 2011 waren es 158 Einwohner.

## Sehenswürdigkeiten
- San Martino (früher auch San Martino a Caliano[4]), Kirche, die zum Bistum Arezzo-Cortona-Sansepolcro gehört und erstmals 1017 dokumentiert wurde. Wurde 1854 umgebaut, wobei wenige Teile wie die Apsis der alten Kirche erhalten blieben.[5][6]
- Ponte di San Martino, mittelalterliche Brücke über den Fluss Valiano.[4]

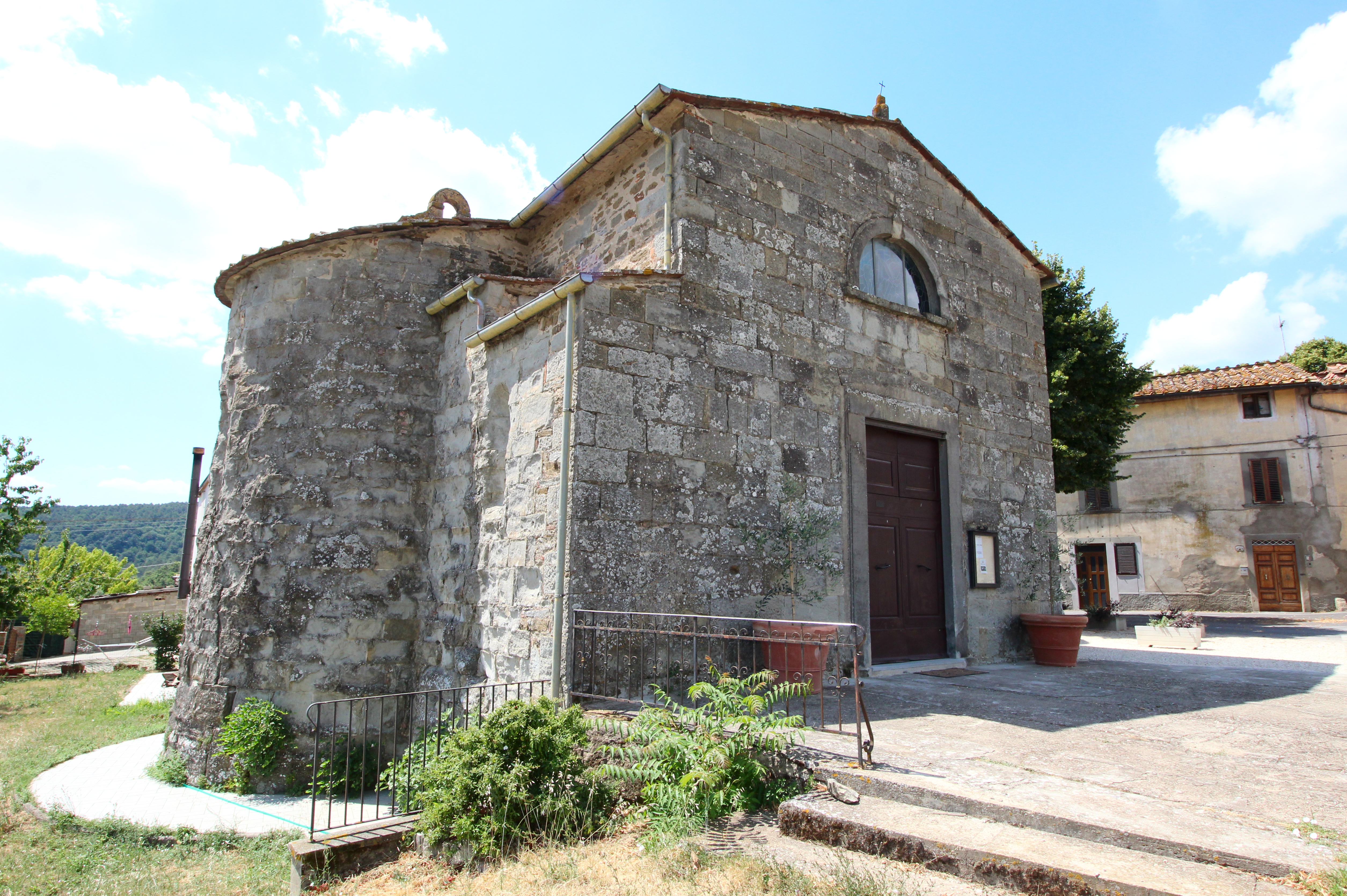
Die Kirche San Martino
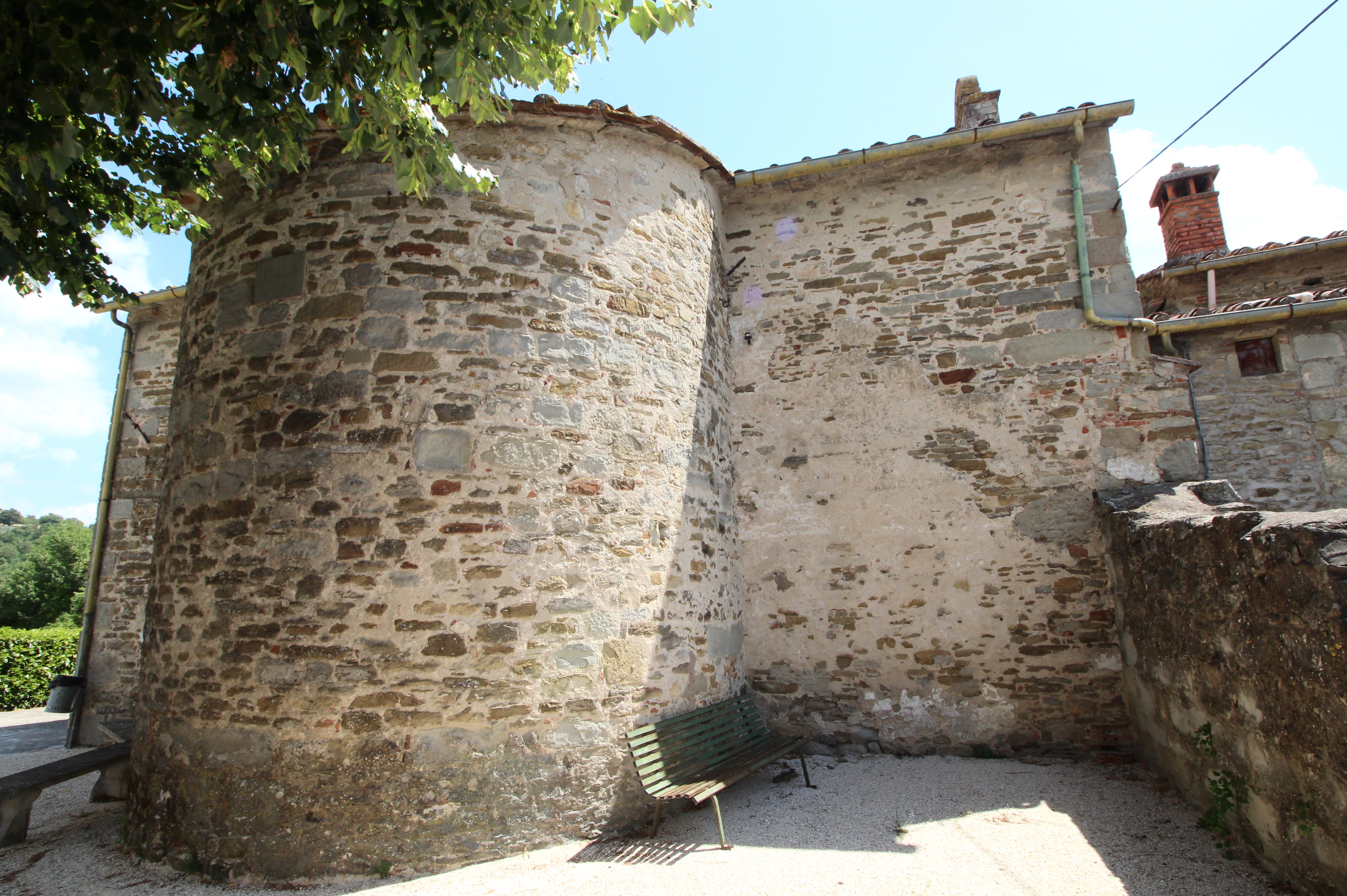
Die im 11. Jahrhundert entstandene Apsis von San Martino